# Rod Evans
Roderick Evans (Slough, Berkshire, 19. siječnja 1947.), bivši je britanski pjevač i jedan od utemeljitelja hard rock sastava Deep Purple, 1968. godine.

## Životopis

### Rana karijera
Prije nego što se pridružio Deep Purplu, Evans je svirao zajedno s Ianom Paiceom u sastavu 'Maze', koji se prije zvao 'MI5'. Također je sredinom šezdesetih svirao sa sastavom 'The Horizons'.
Evans je bio jedan od osnivača Deep Purplea u Hertfordshireu 1968. godine. Najpoznatija skladba i viliki hit snimljena s Evansom bila je "Hush". Nakon snimljena tri albuma, Evans se razišao s Purpleom, a na njegovo mjesto došao je  Ian Gillan. Nakon njegovog odlaska Deep Purple se okreće više hard stilu, za razliku od progresivnog i pop zvuka koji je bio postignut s Evansom.

### Nakon Deep Purple
Po odlasku iz Deep Purplea, Evans osniva sastav 'Captain Beyond', zajedno s gitaristom Johnnyjem Winterom, bubnjarom Bobbyjem Caldwellom (osnivač sastava 'Iron Butterfly'), basistom Leejem Dormanom i gitaristom Larryjem Reinhardtom. Ovaj sastav pokazao se vrlo utjecajnim ali njihova zarada nije se mogla odraziti na veći uspjeh. Nedostatkom komercijalnog uspjeha, nakon tri objavljena albuma sastav se raspada. Evans je iz sastava otišao nakon drugog snimljenog albuma i okrenuo se poduzetništvu. On je tada do 1980. godine postao direktor respiratorne terapije u bolnici na zapadu Amerike.

## Kontroverze oko povratka
U 1980. godini povezuje se s menadžmentskom kompanijom koja je bila specijalizirana za rad sa sastavima koji su prije prekida djelovanja nosila velika imena i kreče na turneju pod imenom Deep Purple, a prate ga nepoznati glazbenici. Postava sastava bila je Rod Evans (vokal), Tony Flynn (gitara), Tom de Rivera (bas-gitara), Geoff Emery (klavijature) i Dick Jurgens (bubnjevi).
Nakon nekoliko koncerata koji završavaju neredima, Evansa je tužio Deep Purplea zbog korištenja imena i bili su kažnjeni za nanesenu štetu sa $672.000. Kao rezultat toga u parničkom postupku, Evansu je ukinut honorar za prva tri albuma koja je snimio sa sastavom.

## Vanjske poveznice
- The Highway Star - Informacije na stranicama obožavatelja Deep Purplea.
- Dodatne informacije  Arhivirana inačica izvorne stranice od 13. ožujka 2012. (Wayback Machine) - Daljnje čitanje.